# Hoja de personaje

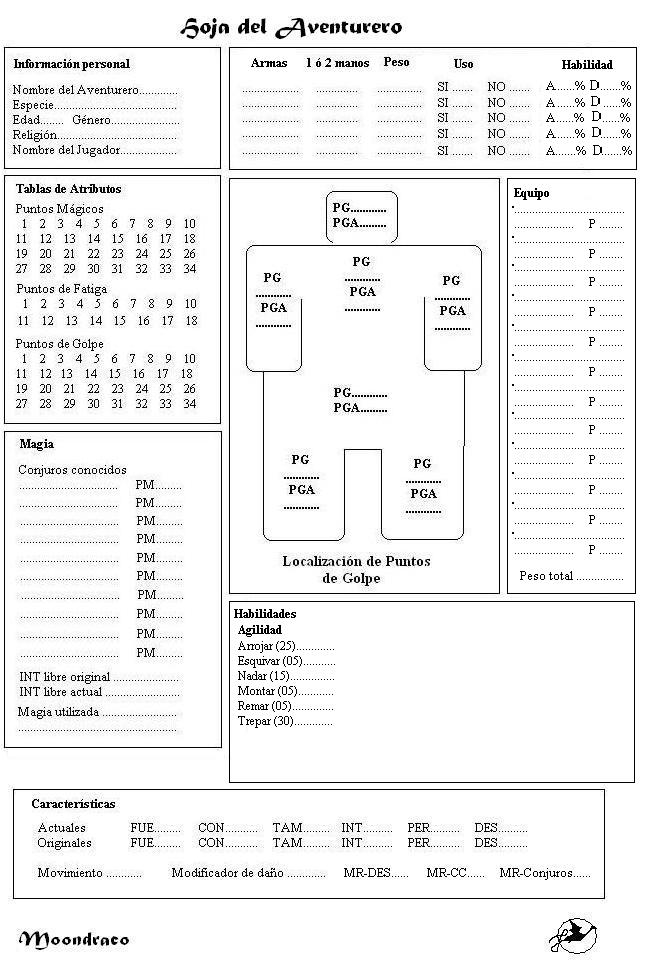
Hoja de personaje concebida por un aficionado a los juegos de rol para el juego RuneQuest. En dicho juego de rol la hoja de personaje recibe el nombre de «Hoja del Aventurero».

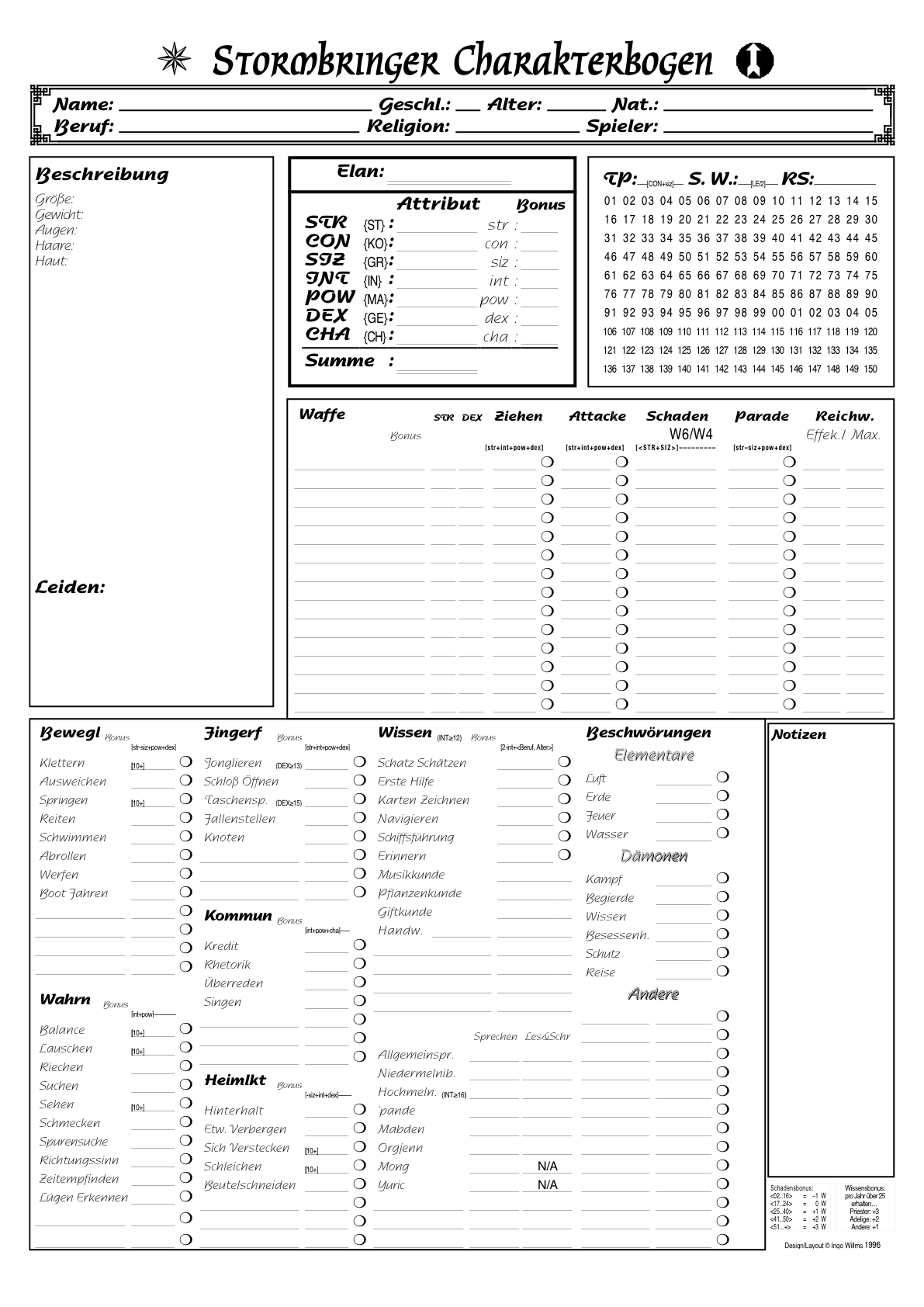
Hoja de personaje, en alemán, que describe las características de un personaje jugador del juego de rol Stormbringer

En los juegos de rol, la hoja de personaje es una hoja de papel en la que han de ir anotadas todas las características y habilidades de un personaje imaginario, aquel que el jugador interpreta durante el juego. Esta hoja suele obtenerse a partir de una página fotocopiable del manual de reglas (página cuya reproducción está siempre autorizada) o a partir de un archivo gratuitamente descargable e imprimible en línea. Según las reglas de cada juego de rol las características y habilidades varían, pero suelen estar registradas bajo la forma de valores numéricos distribuidos de tal manera que se pueda tener acceso a ellos mediante una lectura rápida y eficaz. Siguiendo la complejidad de cada juego la hoja de personaje puede constar de una o varias páginas, dependiendo de lo detallado que pretenda ser el juego de rol al que pertenecen. Estas hojas son piezas clave en el juego de rol, en el que también sirven para organizar y dar forma tangible a los conceptos manejados durante el juego.

## Historia
El primer juego de rol en ser comercializado fue Dungeons & Dragons, publicado por primera vez en Estados Unidos en 1974. En esta primera edición el juego se vendió en formato de caja, conteniendo tres libretos de reglas y un libreto de «hojas de referencia» (reference sheets en inglés, según el título original del libreto). Este libreto es el que contenía todas las hojas destinadas a ser fotocopiadas y usadas en el curso de las partidas, incluyendo la hoja de personaje que cada jugador debía poseer para la correcta interpretación de su personaje. Este formato de juego, el de la separación de las reglas en diferentes libretos contenidos en una caja, coexistió con el formato de libro de reglas, en el que todo lo necesario para el juego estaba contenido en un único libro. Sin embargo, en el curso de los años 80, el formato de caja fue progresivamente reemplazado por el formato de libro, que en los años 90 ya se había convertido en el formato de la inmensa mayor parte de juegos de rol. Hoy en día el formato de libro de rol coexiste a su vez con el formato electrónico en línea, en el que la hoja de personaje puede bajarse de internet.
Antes de que se generalizara el uso de internet y la descarga de documentos en línea, los juegos de rol incluían una o más páginas destinadas a ser fotocopiadas y poder constituir así las hojas de personaje de los jugadores. Como es el caso de cualquier otra publicación las editoriales de juegos de rol indican todavía hoy en día la expresa prohibición de la reproducción de manuales y suplementos (como el fotocopiado en soporte de papel o el escaneado en soporte electrónico), estipulando sin embargo la excepción que constituyen la página o páginas ocupadas por la hoja de personaje. Es por esta razón que la hoja de personaje y el material útil para las partidas, como planos o retículas hexagonales, son, en general, las únicas páginas de un libro de rol en estar autorizadas para la copia destinada a un uso privado.

## Denominaciones
Los diferentes juegos de rol designan a su hoja de personaje con diferentes términos. «Hoja de personaje», calco del inglés character sheet es el término más utilizado, aunque también hay juegos que utilizan los términos «ficha de personaje» o «plantilla de personaje». Algunos juegos de rol, sin embargo, adaptan el nombre de su hoja de personaje al universo propio del juego, como por ejemplo el juego de rol español Fanhunter, en el que a la hoja de personaje se la designa como «hoja de narizón», pues «narizones» es el término con el que los jugadores se refieren a los personajes del universo paródico de Fanhunter. El juego ¡Piratas! no atribuyó a la hoja de personaje ningún término en particular, a pesar de incluir una página en su manual de reglas para poder ser fotocopiada y aportar de este modo hojas de personaje a los jugadores. Cabe señalar que aunque ¡Piratas! fue publicado en agosto de 1994 sin atribuir ningún término a su hoja de personaje, fue precisamente con este término con el que se designó a las 15 «hojas de personaje» que fueron añadidas a la pantalla del juego, publicada en diciembre de ese mismo año.

## Algunos ejemplos
La siguiente lista de juegos de rol indica el término con el que cada juego denomina a su hoja de personaje así como la página o páginas de su manual de reglas en las que la hoja aparece:
- Primera edición en castellano de Dungeons & Dragons (1985): en la página 9 del manual del jugador se la designa como «hoja del personaje». La hoja misma, que ocupa las páginas 31 y 32 del susodicho manual, está encabezada con el término «Hoja de Registro del personaje de DUNGEONS & DRAGONS».[2]
- Primera edición en castellano de La llamada de Cthulhu (1988): «Hoja de personaje», páginas 189 y 190.[3]
- Primera edición en castellano de RuneQuest (1988): «Hoja del Aventurero», páginas 14 y 142.[4]
- Primera edición en castellano de El Señor de los Anillos (1989): «Hoja de personaje», página 196.[5]
- Edición en castellano de Star Wars (1990): «Plantilla de personaje», página 122.[6]
- Edición en castellano de James Bond 007 (1990): «Hoja de personaje», página 167.[7]
- Primera edición en castellano de Stormbringer (1990): «Hoja de Personaje», páginas 147 y 148.[8]
- Primera edición de Mutantes en la sombra (1991): «Hoja de personaje», páginas 143 y 144.[9]
- Edición en castellano de Pendragón (1992): «Hoja de personaje», páginas 39 y 40.[10]
- Primera edición de Far West (1993): «Hoja de Personaje», páginas 142 y 143.[11]
- Primera y única edición de ¡Piratas! (1994): «Hoja de personaje», página 235.[12]
- Segunda edición de Comandos de guerra (1994): «Hoja de comando», páginas 6 y 7.[13]
- Tercera edición en castellano de Vampiro: la mascarada (1999): «Hoja de personaje», página 312.[14]